# Język delaware

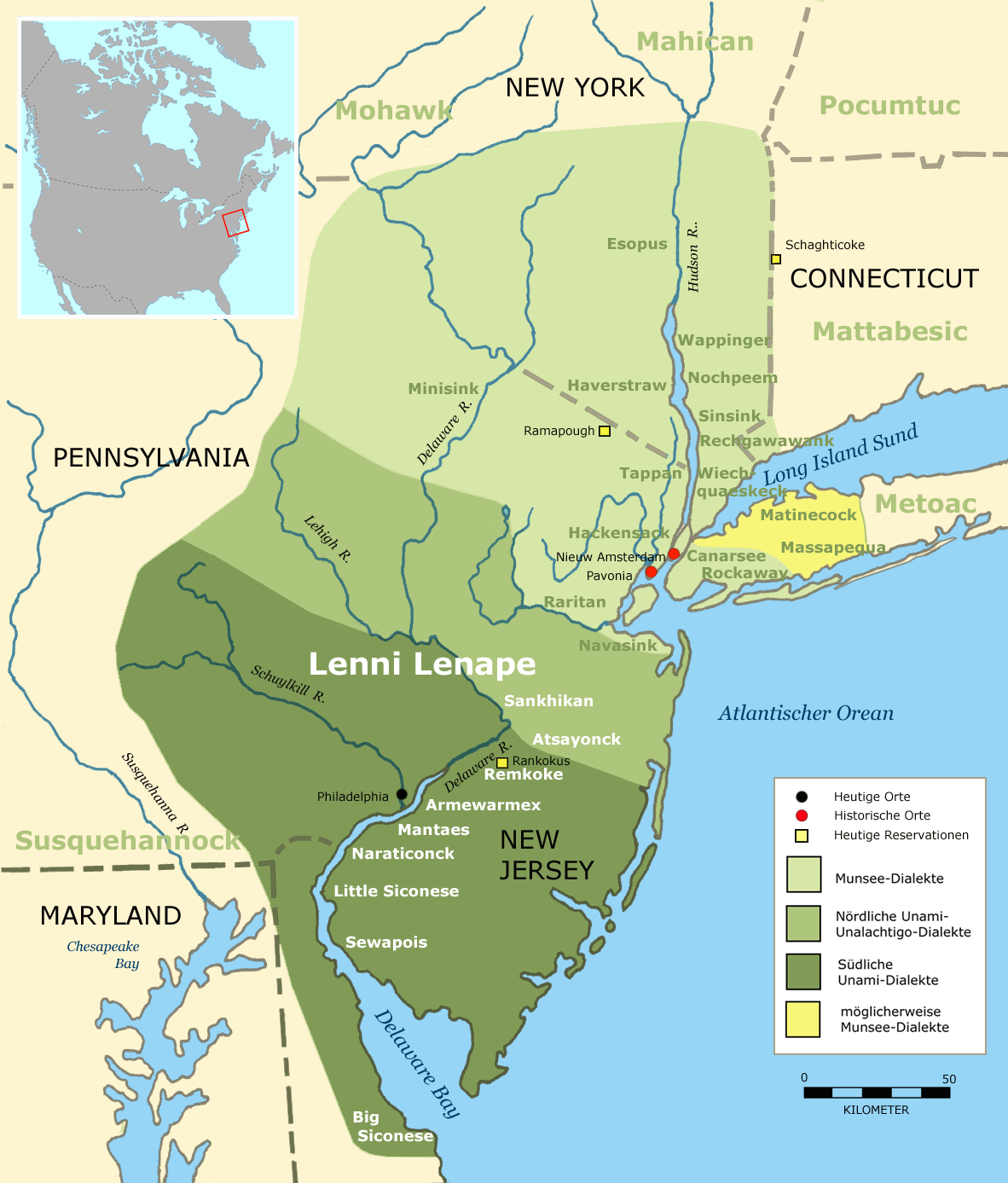
Zasięg języka ok. 1600 roku

Język delaware, lenape albo Lënapei èlixsuwakàn – język z rodziny algonkiańskiej używany dawniej przez rdzennych mieszkańców Ameryki Północnej w rejonie rzeki Hudson i Delaware, obecnie niemal zupełnie wymarły. Dzieli się na dwa główne dialekty:
- munsee – używany dawniej w górnym biegu Delaware na terytorium dzisiejszych amerykańskich stanów New Jersey i Nowy Jork, obecnie posługuje się nim płynnie jako językiem ojczystym już tylko jedna osoba mieszkająca w rezerwacie Moraviantown w południowej części prowincji Ontario w Kanadzie
- unami – używany dawniej w dolnym biegu Delaware, później w amerykańskim stanie Oklahoma, dokąd przesiedlono posługujących się nim Delawarów. Dialekt ten jest już martwy, chociaż podejmowane są próby jego rewitalizacji.